# Pycnodontiformes
De Pycnodontiformes zijn een orde van uitgestorven voornamelijk mariene beenvissen. De groep verscheen voor het eerst tijdens het Laat-Trias en verdween tijdens het Eoceen. De groep is gevonden in rotsformaties in Afrika, Azië, Europa, Noord- en Zuid-Amerika. Het waren kleine tot middelgrote vissen, meestal met zijdelings samengedrukte hoge lichamen, sommige met bijna cirkelvormige contouren, aangepast voor manoeuvreerbaarheid in rifachtige omgevingen. De groep was morfologisch divers en bevatte vormen zoals de zeer korte maar hoge Gebrayelichthyidae en de gehoornde Ichthyoceros, beide uit het vroege Laat-Krijt van Libanon. De meeste, maar niet alle leden van de groepen hadden kaken met ronde en afgeplatte tanden, goed aangepast om voedsel als stekelhuidigen, schaal- en weekdieren te pletten (durofagie). Sommige pyncodontiformes ontwikkelden piranha-achtige tanden die werden gebruikt om vlees te eten. De meeste soorten leefden in ondiepe mariene rifomgevingen, terwijl een handvol soorten in zoetwater of brakke omstandigheden leefden. Hoewel ze zeldzaam waren tijdens het Trias en het Vroeg tot Midden-Jura, werden Pycnodontiformes overvloedig en divers tijdens het Laat-Jura, en ze bleven divers tot een uitbarsting van diversificatie aan het begin van het Laat-Krijt, waarna ze geleidelijk begonnen af te nemen, met een meer plotselinge achteruitgang bij het einde van het Krijt als gevolg van de ineenstorting van rifecosystemen, en uiteindelijk uitstierven tijdens het Eoceen.

## Taxonomie
- Orde Pycnodontiformes (Berg, 1937)
  -  ?Acrorhinichthys Taverne & Capasso, 2015
  -  ?Archaeopycnodon Sanchez & Benedetto, 1980
  -  ?Athrodon le Sauvage 1880 non Osborn, 1887
  -  ?Callodus Thurmond, 1974
  -  ?Cosmodus le Sauvage, 1879 [Glossodus Costa, 1851 non Agassiz, 1828 ex Spix & Agassiz, 1829 non McCoy, 1848]
  -  ?Ellipsodus Cornuel, 1877
  -  ?Grypodon Hay, 1899 [Ancistrodon Dames, 1883 non De Beauvois, 1799 non Roemer, 1852 non Wagler, 1830]
  -  ?Mercediella Koerber, 2012 [Camposichthys Figueiredo & Silva-Santos, 1991 non Travassos, 1946 non Whitley, 1953]
  -  ?Piranhamesodon Kölbl-Ebert et al., 2018
  -  ?Pseudopycnodus Taverne, 2003
  -  ?Tergestinia Capasso, 2000
  -  ?Thurmondella Thurmond, 1974 non [Paramicrodon Thurmond, 1974 non de Meijere, 1913]
  -  ?Uranoplosus le Sauvage, 1879
  -  ?Woodthropea Swinnerton, 1925
  - Familie ?Hadrodontidae Thurmond & Jones, 1981
    - Hadrodus Leidy, 1858 [Propenser Applegate, 1970]

  - Familie ?Gebrayelichthyidae Nursall & Capasso, 2004
    - Gebrayelichthys Nursall & Capasso, 2004
    - Maraldichthys Taverne & Capasso, 2014

  - Family ?Gladiopycnodontidae Taverne & Capasso, 2013
    - Arduafrons Frickhinger, 1991
    - Eomesodon Woodward, 1918
    - Gladiopycnodus Taverne & Capasso, 2013
    - Joinvillichthys Taverne & Capasso, 2014

  - Genus Micropycnodon Hibbard & Graffham, 1945 [Pycnomicrodon Hibbard & Graffham, 1941 non Hay, 1916]
    - Monocerichthys Taverne & Capasso, 2013
    - Pankowskichthys Taverne & Capasso, 2014
    - Paramesturus Taverne, 1981
    - Rostropycnodus Taverne & Capasso, 2013
    - Stenoprotome Hay, 1903

  - Familie Mesturidae Nursall, 1996
    - Mesturus Wagner, 1862

  - Familie Gyrodontidae Berg, 1940
    - Gyrodus Agassiz, 1833

  - Familie Brembodontidae Tintori, 1981 [Brembodidae; Gibbodontidae Tintori, 1981]
    - Brembodus Tintori, 1981
    - Gibbodon Tintori, 1981

  - Familie Coccodontidae Berg, 1940 [Trewavasiidae Nursall, 1996]
    - Coccodus Pictet, 1850
    - Corusichthys Taverne & Capasso, 2014
    - Hensodon Kriwet, 2004
    - Ichthyoceros Gayet, 1984
    - Paracoccodus Taverne & Capasso, 2014
    - Trewavasia White & Moy-Thomas, 1941 [Xenopholis Davis, 1887 non Peters, 1869; Xenopholoides Fowler, 1958]

  - Familie Pycnodontidae Agassiz, 1833 corrig. Bonaparte, 1845 [Nursalliidae Bloy, 1987; Sphaerodontidae Giebel, 1846; Palaeobalistidae Blot, 1987; Proscinetidae Gistel, 1848; Gyronchidae]
    - Abdobalistum Poyato-Ariza & Wenz, 2002
    - Anomiophthalmus Costa, 1856
    - Anomoedus Forir, 1887
    - Acrotemnus Agassiz 1836,
    - Akromystax Poyato-Ariza & Wenz, 2005
    - Coelodus Heckel, 1854
    - Flagellipinna Cawley & Kriwet, 2019
    - Macropycnodon Shimada, Williamson & Sealey, 2010
    - Macromesodon Blake 1905 non Lehman, 1966 [Mesodon Wagner, 1851 non Rafinesque, 1821; Gyronchus Agassiz, 1839; Apomesodon Poyato-Ariza & Wenz, 2002]
    - Neoproseinetes De Figueiredo & Silva Santos, 1990
    - Nursallia Blot, 1987
    - Ocloedus Poyato-Ariza & Wenz, 2002
    - Oropycnodus Poyato-Ariza & Wenz, 2002
    - Palaeobalistum Taverne et al., 2015
    - Paranursallia Taverne et al., 2015
    - Phacodus Dixon, 1850
    - Polazzodus Poyoto-Ariza, 2010
    - Polygyrodus White, 1927
    - Potiguara Machado & Brito, 2006
    - Proscinetes Gistl, 1848 [Microdon Agassiz, 1833 non Meigen, 1803 non Fritsch, 1876 non Conrad, 1842 non Gistl, 1848 non Dixon, 1850; Polypsephis Hay, 1899]
    - Pycnomicrodon Hay 1916 non Hibbard & Graffham, 1941
    - Pycnodus Agassiz, 1833
    - Rhinopycnodus Taverne & Capasso, 2013
    - Sphaerodus Agassiz, 1833
    - Sphaeronchus Stinton & Torrens, 1967
    - Stenamara Poyato-Ariza & Wenz, 2000
    - Stemmatias Hay, 1899 [Stemmatodus St. John & Worthen, 1875 non Heckel, 1854 non]
    - Stemmatodus Heckel, 1854 non St. John & Worthen, 1875 non
    - Sylvienodus Poyato-Ariza & Wenz, 2013
    - Tamanja Wenz, 1989
    - Tepexichtys Applegate, 1992
    - Tibetodus Young & Liu, 1954
    - Turbomesodon Poyato-Ariza & Wenz, 2004 [Macromesodon Lehman, 1966 non Blake, 1905]
    - Typodus Quenstedt, 1858
    - Abdobalistum Poyato-Ariza & Wenz, 2002

  - Familie incertae sedis
    - Agassizilia Cooper and Martill, 2020
    - Neomesturus Cooper and Martill, 2020